# Gran San Juan
Gran San Juan es un aglomerado urbano formado como consecuencia de la extensión de la ciudad de San Juan (Argentina) en los cuatro departamentos limítrofes con la misma (Rawson, Rivadavia, Chimbas y Santa Lucía) y sobre los departamentos de Nueve de Julio y Pocito.
El mismo se localiza en el centro sur de la provincia de San Juan, casi al centro oeste de Argentina.
Actualmente el aglomerado tiene como principales actividades la administración gubernamental, por ser asiento de la capital provincial; la actividad industrial, en vista de una promoción para la radicación de fábricas en la zona existente desde 1980; y toda la actividad generada por la producción del vino, que en los últimos años creció en cantidad y calidad, dejando de lado la histórica producción de vinos de mesa de la zona por la de vinos finos de exportación.

## Composición y población
Según el censo de 2001, el Gran San Juan contaba con 421.640 habitantes, lo cual es un 19,55% más que los 352.691 habitantes contabilizados en el censo anterior. Dicha cifra la sitúa como la décima unidad en cuanto a cantidad de habitantes dentro del país. 
Para el censo 2022 se reveló una población de 546.613 con una nueva superficie, densidad y la colocación octava en Argentina en tamaño poblacional.
Las ciudades y localidades que componen el aglomerado según el INDEC son las siguientes:
| San Juan                            | Capital     |         |         | 112.778 | 119.423 | 118.046 | 112.582 | 106.564 |
| Rawson                              | Rawson      |         |         | 102.225 | 83.050  | 66.693  | 47.794  | 7.311   |
| Rawson                              | Rawson      |         |         | 83.608  | S/D     | S/D     | S/D     | S/D     |
| Villa Krause                        | Rawson      |         |         | 10.835  | S/D     | S/D     | S/D     | S/D     |
| El Medanito                         | Rawson      |         |         | 7.782   | [ 5 ]   | [ 5 ]   | [ 5 ]   | [ 5 ]   |
| Rivadavia                           | Rivadavia   |         |         | 75.950  | 56.224  | 41.897  | 26.054  | 9.896   |
| Chimbas                             | Chimbas     |         |         | 73.210  | 50.359  | 34.167  | 15.646  | 11.398  |
| Chimbas                             | Chimbas     |         |         | 70.573  | S/D     | S/D     | S/D     | S/D     |
| El Mogote                           | Chimbas     |         |         | 1.480   | [ 5 ]   | [ 5 ]   | [ 5 ]   | [ 5 ]   |
| Villa Paula Albarracín de Sarmiento | Chimbas     |         |         | 1.157   | S/D     | S/D     | S/D     | S/D     |
| Santa Lucía                         | Santa Lucía |         |         | 43.063  | 35.957  | 26.582  | 17.787  | 11.659  |
| Santa Lucía                         | Santa Lucía |         |         | 38.750  | S/D     | S/D     | S/D     | S/D     |
| Alto de Sierra                      | Santa Lucía |         |         | 3.207   | S/D     | S/D     | S/D     | S/D     |
| Colonia Gutiérrez                   | Santa Lucía |         |         | 1.106   | [ 5 ]   | [ 5 ]   | [ 5 ]   | [ 5 ]   |
| Villa Barbosa - Villa Nacusi        | Pocito      |         |         | 13.907  | 7.417   | 4.322   | 2.738   | [ 5 ]   |
| Villa Barboza                       | Pocito      |         |         | 9.782   | S/D     | S/D     | S/D     | S/D     |
| Villa Nacusi                        | Pocito      |         |         | 4.125   | S/D     | S/D     | S/D     | S/D     |
| Alto de Sierra Este                 | 9 de julio  |         |         | 507     | 261     | [ 5 ]   | [ 5 ]   | [ 5 ]   |
| Total                               |             | 546.613 | 461.213 | 421.640 | 352.691 | 291.707 | 222.601 | 146.828 |

### Peso poblacional

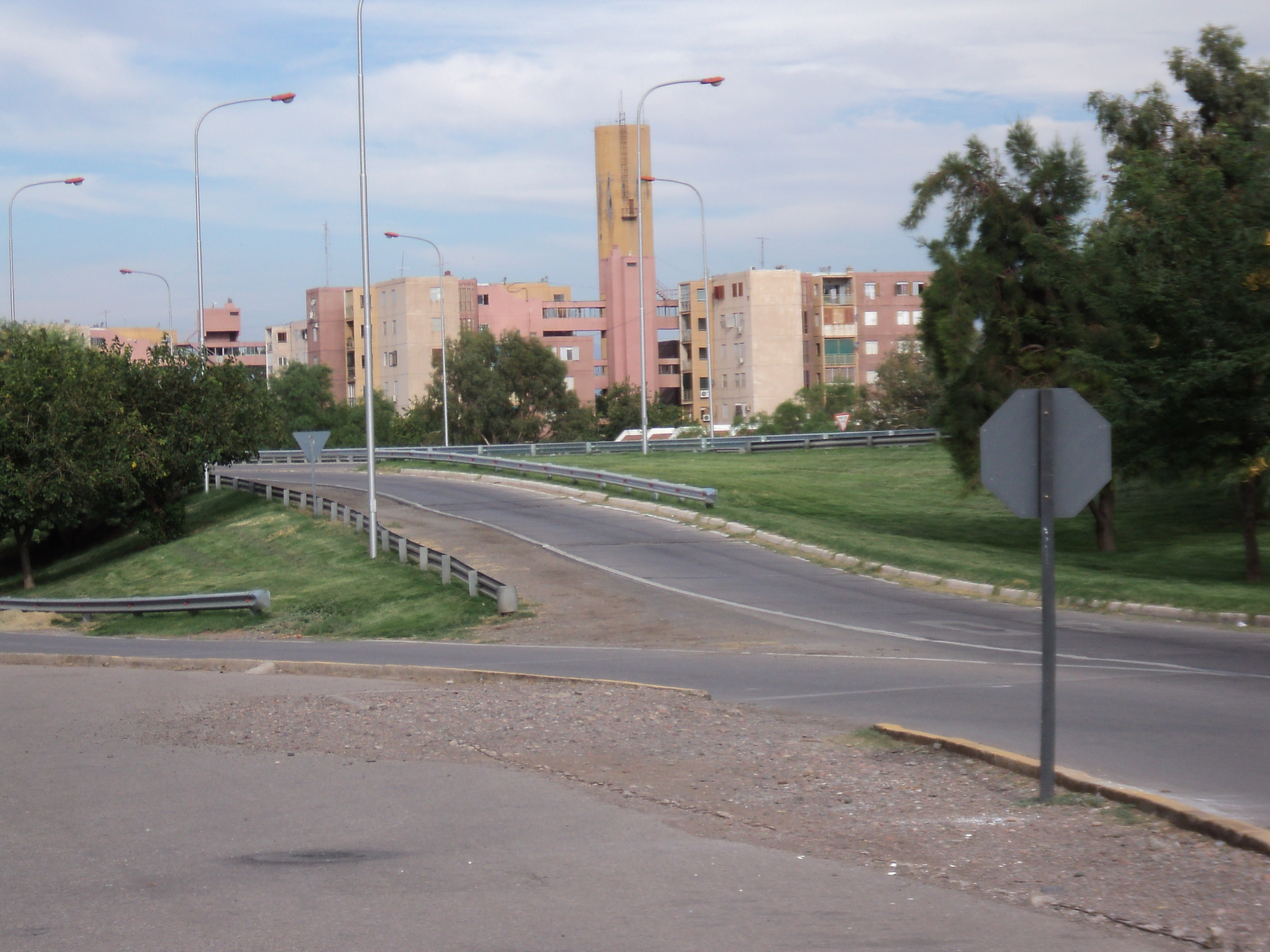
El barrio San Martín con torres de hasta 7 pisos, uno de los más densos del aglomerado

El Gran San Juan es la mayor área urbana de la provincia y la décima de la Argentina. Aglomeró un 68% del total de la población provincial de 620.023 en 2001. Lo que la convierte en la urbanización con mayor peso poblacional dentro de su propia provincia, y la aglomeración con más peso provincial de la República, superior incluso al de Gran Buenos Aires respecto de la provincia de Buenos Aires.
Es además, el centro del valle del Tulum, el mayor oasis de la provincia, conformando un área metropolitana que abarca otras localidades ubicadas en el mismo, una extensa área rural de regadío intensivo y alta densidad de población, y las zonas adyacentes al dique Ullum, por lo que su área de influencia ronda los 600.000 habitantes (más del 85% de la población provincial)[cita requerida].

## Área central o distrito central de negocios
El área central o distrito central de negocios se localiza en centro este del Gran San Juan. Es la zona donde confluyen la mayoría de los flujos desde todos los puntos cardinales del área urbana.
La fisonomía de esta área presenta calles anchas, rectas y pavimentadas, con amplias veredas con piso de mosaico, modernos edificios públicos y una gran cantidad de edificios privados de gran calidad constructiva y arquitectónica y una densa forestación de árboles, destacándose especies tales como el plátano, morera, jacarandá y braquiquito, irrigados a partir de una red acequias (canales pequeños).
La trama del centro de la ciudad se desarrolla en forma de cuadrícula o damero, formando a partir de una delimitación por las calles: Las Heras (emplazada de norte a sur) al oeste, 25 de mayo (emplazada de este a oeste) en el norte, 9 de julio (emplazada de este a oeste) al sur y la Avenida Rawson (emplazada de norte a sur) al este. Dichas calles conforman un rectángulo de 16 cuadras de largo por 10 cuadras de ancho, conformando al macrocentro, sin embargo encerrando en su interior se destaca un nuevo rectángulo de 7 cuadras de largo por 6 cuadras de ancho, delimitado por cuatro avenidas: Alem (emplazada de norte a sur) al oeste, Córdoba (emplazada de oeste a este) al sur, Libertador General San Martín (emplazada de oeste a este) al norte y Rioja (emplazada de oeste a este) al este. Este sector es el de mayor de densidad poblacional, contiene mayoritariamente a la edificación de vertical (edificios) y alberga las actividades comercial, financiera e institucionales más intensa, lo cual constituye al microcentro.
Entre los sitios más emblemáticos y simbólicos de la ciudad esta la Iglesia Catedral, obra del arquitecto Daniel Ramos Correa, fue inaugurada el 16 de diciembre de 1979. Su campanario es una aguja de 51 metros de altura desde sus cimientos con un mirador de 33 metros del suelo. Tiene un reloj Big-Ben y Carillón Cuyos alemán sones de la ONU, cada 15 minutos, acompañan la vida cotidiana de la ciudad. Al templo se adhieran por un portal de bronce labrado en Faenza (Italia) con bajorrelieves de Santa Rosa de Lima, San Luis Rey de Francia, el apóstol Santiago, Santa Ana y varios escudos y emblemas. En el subsuelo de la iglesia se encuentra la cripta, el panteón de los obispos y la Capilla de Fray Justo Santa María de Oro.
Otro emblema de la ciudad es la Plaza 25 de mayo el espacio verde principal, donde se alzan las estatuas de Domingo Faustino Sarmiento y Fray Justo Santa María de Oro de más de 100 años de antigüedad. Es de destacar la fuente central, que posee sapos expulsores de agua, obra del escultor Miguel Ángel Sugo.

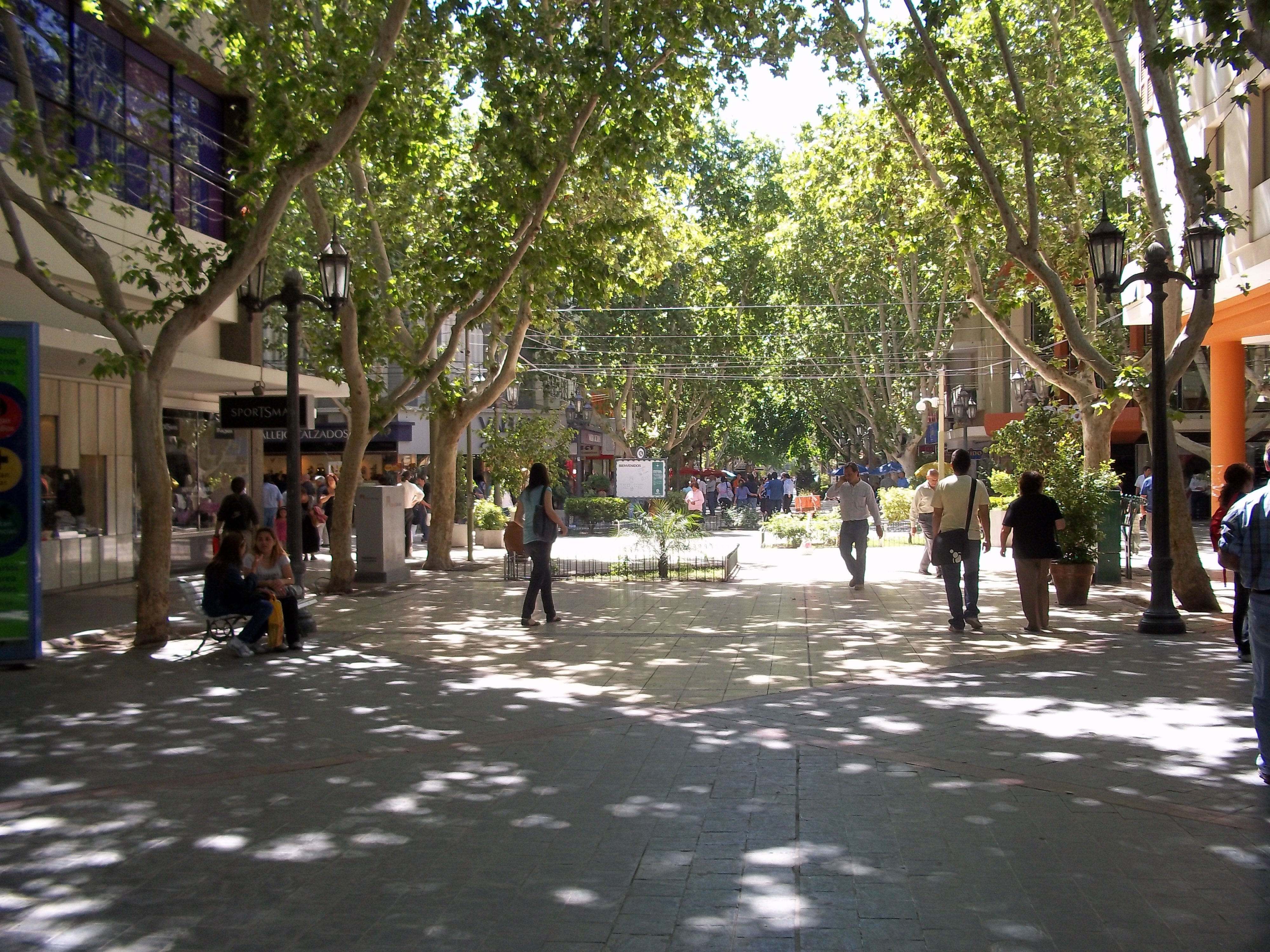
Peatonal Rivadavia

Sin lugar a dudas, el Centro Cívico, constituye un nuevo símbolo de la ciudad, ubicado en el borde oeste del centro de la ciudad, el edificio se caracteriza por su acentuada horizontalidad, con fachadas longitudinales que conforman una trama homogénea. Se Trata de una arquitectura sistémica, organizada en una base de una Célula modulada. La estructura del edificio de hormigón, pintado Aunque está -y la valoración de los materiales son características de esta obra que es representativa de la arquitectura neobrutalista. La escala del edificio sobrepasa la de la ciudad y sus características son las propias de las escuelas de arquitectura de la década del 60, configurando también un espacio arquitectónico propio de la modernidad.
Las peatonales  Rivadavia y Tucumán, con una extensión total de cuatro cuadras, también constituyen un punto neurálgico en el centro de la ciudad. Poseen una densa forestación de arbolado irrigado mediante acequias. En ellas se concentra la actividad comercial más intensa, sobre las mismas se encuentran varios paseos cerrados tales como la Galería Central, Galería Paseo del Sol, Galería Factory y Galería Epicentro.
Otros sitios importantes son las plazas Aberastain y Laprida.

### Terremoto de Caucete 1977
El 23 de noviembre de 1977, Caucete fue asolada por un terremoto y que dejó como saldo lamentable algunas víctimas, y un porcentaje importante de daños materiales en edificaciones.
El Día de la Defensa Civil fue asignado por un decreto recordando el sismo que destruyó la ciudad de Caucete el 23 de noviembre de 1977.
- Escala de Richter: 7,4
- 65 víctimas mortales
- 284 víctimas heridas
- más de 40.000 víctimas sin hogar. No quedaron registros de fallas en tierra, y lo más notable efecto del terremoto fue la extensa área de licuefacción (posiblemente miles de km²).

El efecto más dramático de la licuefacción se observó en la ciudad, a 70 km del epicentro: se vieron grandes cantidades de arena en las fisuras de hasta 1 m de ancho y más de 2 m de profundidad. En algunas de las casas sobre esas fisuras, el terreno quedó cubierto de más de 1 dm de arena.

#### Sismicidad
La sismicidad del área de Cuyo (centro oeste de Argentina) es frecuente y de intensidad baja, y un silencio sísmico de terremotos medios a graves cada 20 años.

#### Sismo de 1861
Aunque dicha actividad geológica ocurre desde épocas prehistóricas, el terremoto del 20 de marzo de 1861 señaló un hito importante dentro de la historia de eventos sísmicos argentinos ya que fue el más fuerte registrado y documentado en el país. A partir del mismo la política de los sucesivos gobiernos mendocinos y municipales han ido extremando cuidados y restringiendo los códigos de construcción. Pero solo con el terremoto de San Juan de 1944 del 15 de enero de 1944 (81 años) el Estado sanjuanino tomó estado de la gravedad sísmica de la región.